# Primera Regional de Guipúzcoa
La Primera Regional de Guipúzcoa constituye el octavo y último nivel de competición de la Liga Española de Fútbol en la provincia de Guipúzcoa, (País Vasco, España). 

## Sistema de competición
La liga consiste en dos fases:

### Primera fase
La primera fase consiste en grupos de varios equipos (el número de grupos y de equipos puede variar por inscribirse más o menos equipos cada año), los grupos se crean haciendo que los equipos de una misma zona estén en el mismo grupo. Se juega a ida y vuelta.
Los primeros de cada grupo (normalmente cuatro) pasan a la Fase de Ascenso (en total la juegan 20 equipos) y el resto juegan la Copa de Guipúzcoa.

### Segunda Fase
La segunda fase está dividida en dos partes, la primera en la Fase de Ascenso y la segunda el la Copa de Guipúzcoa.
Fase de Ascenso
Consiste en dos grupos de diez equipos cada uno (se hace a sorteo), se juega a ida y vuelta. Los tres primeros de cada grupo suben a Regional Preferente de Guipúzcoa. Los campeones de cada grupo juegan la final a partido único para proclamarse campeón de la categoría. Los cuartos de cada grupo juegan una eliminatoria por si hay más ascensos que descensos de Regional Preferente de Guipúzcoa a División de Honor Regional de Guipúzcoa a ida y vuelta.
Copa de Guipúzcoa
Consiste en varios grupos divididos por zonas (normalmente dos grupos), a ida y vuelta y los mejores dos de cada grupo pasan a semifinales a un partido en el campo del mejor clasificado y luego a la final que es a un solo partido en campo neutral.

## Primera Regional 2021-22

### Grupo 1
- Landetxa K.T.
- C.D. Mariño
- C.D. Behobia
- C.D. San Marcial
- Beti Gazte K.J.K.E. "B"
- C.D. Beti-Ona
- F.C. Orereta Kafea
- C.D. Dunboa-Eguzki "B"

### Grupo 2
- Touring K.E. "B"
- Sanpedrotarra F.E. "B"
- Lengokoak K.E.
- Astigarragako Mundarro F.K.E. "B"
- C.D. Trintxerpe
- Axular K.K.E. "B"
- Sporting de Herrera
- Asoleus C.F.

### Grupo 3
- Ostadar S.K.T. "B"
- Intxurre K.K.E.
- Segura Goierri F.T.
- Lazkao K.E.
- Atotxa River F.C.
- Usurbil F.T. "B"
- S.D. Euskalduna "B"

### Grupo 4
- Amara Berri K.E.
- Zumaiako F.T. "B"
- C.D. Vasconia "B"
- Irauli-Bosteko K.K.
- Antigua-Luberri B.G.E. K.E.
- Donostiako Kaleren Lagunak
- Mutriku F.T. "B"
- C.D. Arrupe Chaminade

### Grupo 5
- Bergara K.E. "B"
- C.D. Elgoibar "B"
- C.D. Anaitasuna "B"
- Eibartarrak F.T.
- Aloña Mendi K.E. "B"
- S.D. Urola K.E. "B"
- U.D. Aretxabaleta K.E. "C"
- Ikasberri K.E. "B"

## Palmarés
| Temporada | Campeón                        | Ascenso                                                                                              | Copa Guipúzcoa           |
| --------- | ------------------------------ | --- | ------------------------ |
| 2005-06   | Munibe KT y Tolosa CF B        | Munibe KT, Tolosa CF B, CD Touring B y CDF Sanpedrotarra                                             | Lazkao KE                |
| 2006-07   | Antzuola KE                    | Antzuola KE, Lazkao KE, Urnieta KE, Intxurre KKE, CF Soraluce y CD Mariño                            | Axular Limp. Galaxia KKE |
| 2007-08   | CDF Sanpedrotarra              | CDF Sanpedrotarra, Btls KE, Mondragón CF B, Anaitasuna FT B y Aretxabaleta KE B                      | Axular Lugaritz KKE      |
| 2008-09   | Getariako Keta FT y Ostadar FT | Getariako Keta FT, Amara Berri KE, Ostadar FT, Gure Txokoa KKE y Soraluce CF                         | CD Dunboa-Eguzki B       |
| 2009-10   | Kostkas-Miren Bihotza KE       | Kostkas-Miren Bihotza KE, Irún CF 1902, CD Mariño, Santo Tomas Lizeoa, Mondragón CF B y Intxurre KKE | Texas Lasartearra        |
| 2010-11   | Ilintxa KE                     | Ilintxa KE, Anaitasuna FT B, Soraluce CF, Eibartarrak FT, SD Lengokoak y Usúrbil FT                  | SBB Mutrikuarrak         |
| 2011-12   | SD Beasáin B y CD Vasconia     | SD Beasáin B, CD Vasconia, SBB Mutrikuarrak, Lazkao KE y Urnieta KE                                  | CD Mariño B              |
| 2012-13   | CDF Sanpedrotarra              | CDF Sanpedrotarra, Amara Berri KE, CD hernani B, Ikasberri KE y Deusto Donostia FT                   | Andoaingo Ontzerri FKT   |
| 2013-14   | Aretxabaleta KE B              | Aretxabaleta KE B, SD Beasáin B, CD Dunboa-Eguzki, Pasaia KE B y Hondarribia FE B                    | Oiartzun KE B            |

## Otras divisiones
| 1ª | Primera División de España              |
| 2ª | Segunda División de España              |
| 3ª | Segunda División B de España            |
| 4ª | Tercera División de España              |
| 5ª | División de Honor Regional de Guipúzcoa |
| 6ª | Regional Preferente de Guipúzcoa        |
| 7ª | Primera Regional de Guipúzcoa           |

MPV de la Primera Regional de Guipúzcoa Simon Piedrafita Aguirre. Alias Xi 